# 华东师范大学孟宪承书院
孟宪承书院，是华东师范大学的一个书院，以华东师范大学第一任校长孟宪承为名，成立于2007年9月10日，用于培养免费师范生。免费师范生具有双重身份，在专业所在院系接受专业教育，并在孟宪承书院接受专业外的辅导。2014年7月，孟宪承书院与两岸三地的其它六所高校书院共同成立亚太高校书院联盟。